# بيدنوديميانوفسك (بينزا)
بيدنوديميانوفسك (بالروسية: Беднодемьяновск) هي مدينة في مقاطعة بانزا أوبلاست في روسيا.
يبلغ عدد سكانها حوالي 7078 نسمة.